# ポティトゥス・ウァレリウス・メッサッラ
ポティトゥス・ウァレリウス・メッサッラまたはマルクス・ウァレリウス・メッサッラ・ポティトゥス（ラテン語: Potitus Valerius Messala, Marcus Valerius Messalla Potitus、紀元前76年ごろ - 没年不明）は紀元前1世紀後期・1世紀前期の共和政ローマ・帝政ローマの政治家。紀元前29年に補充執政官（コンスル・スフェクトゥス）を務めた。

## 出自
メッサッラは、ローマで最も著名なパトリキ（貴族）であるウァレリウス氏族の出身である。ウァレリウス氏族の祖先はサビニ族であり、王政ローマをロームルスとティトゥス・タティウスが共同統治した際に、ローマへ移住したとされる。その子孫に共和政ローマの設立者の一人で、最初の執政官であるプブリウス・ウァレリウス・プブリコラがいる。その後ウァレリウス氏族は継続的に執政官を輩出してきた。
ポティトゥスは古くはウァレリウス氏族のコグノーメン（第三名、家族名）であったが、サムニウム戦争の頃に一旦消滅した。しかし後にプラエノーメン（第一名、個人名）として復活した。消滅した一族の名前をプラエノーメンに使うことは、当時よく行われていた。
ポティトゥスの父は紀元前53年の執政官マルクス・ウァレリウス・メッサッラ・ルフスと思われる。

## 経歴
ポティトゥスはその政治歴の初期において、アシア属州でクァエストル（財務官）を務めたと思われる。紀元前32年にはプラエトル・ウルバヌス（首都担当法務官）となり、翌年には神事遂行十五人委員会（quindecimviri sacris faciundis）の一人に選ばれた。
紀元前29年には離職した正規執政官セクストゥス・アップレイウスの後を受けて、補充執政官に就任する。カッシウス・ディオによれば、オクタウィアヌスがエジプトから戻ったことを理由に、ポティトゥスは元老院と市民の名のもとに、自ら牛を生贄にしたが、これは執政官としては最初のことであった。
紀元前25年から紀元前23年までの2年間、ポティトゥスはプロコンスル（前執政官）権限で、アシア属州の総督を務めた。マルクス・ウィプサニウス・アグリッパが東方属州の総督に就任すると、ポティトゥスはレガトゥス（総督代理）として紀元前19年から紀元前18年まで、シリア属州を支配した。

## 子孫
ポティトゥスには、おそらく2人の子供がいたと思われる。マニウス・ウァレリウス・メッサッラ・ポティトゥスと、西暦5年に執政官を務めたルキウス・ウァレリウス・メッサッラ・ウォレススである。

## 参考資料

### 古代の資料
- カッシウス・ディオ『ローマ史』

### 研究書
- Broughton, T. Robert S., The Magistrates of the Roman Republic, Vol II (1952)
- Broughton, T. Robert S., The Magistrates of the Roman Republic, Vol III (1986)
- Smith, William, A Dictionary of Greek and Roman Antiquities, John Murray, London, 1875.
- Syme, Ronald, The Augustus aristocracy. Oxford 1986